# Hennigerode
Henningerode ist ein weilerartiger Ortsteil von Mackenrode in der Landgemeinde Uder in Thüringen.

## Lage
Der Ortsteil Henningerode liegt unmittelbar südlich von Mackenrode an der Landesstraße 1004 in den nördlichen Ausläufern der Gobert mit dem Frauenberg (411 m) im Osten und dem Brandberg (395 m) im Westen im Grenzbereich zu Hessen.

## Geschichte
Henningerode wurde am 26. Dezember 1284 erstmals urkundlich genannt. Bis 1821 gehörte der Ort zum hessischen Amt Allendorf, danach zum Landkreis Witzenhausen im Kurfürstentum Hessen. Die ehemals hessischen Orte Hennigerode und Weidenbach bildeten kirchlich als Filiale der Pfarrei Asbach und verwaltungsmäßig eine Einheit im Gericht Altenstein. Ab Ende des 19. Jahrhunderts änderte sich die Religionszugehörigkeit des Ortes durch Zuzug aus den benachbarten katholischen Dörfern. Während die evangelischen Bewohner die Messe in der Kirche in Weidenbach besuchten, wurden die Katholiken zunächst durch die Vikarie Allendorf der Diözese Fulda betreut. Wegen der weiten Wege änderte sich schrittweise die Zuständigkeit zum katholischen Pfarramt St. Martin im benachbarten Mackenrode. Beerdigungen erfolgten weiterhin auf dem evangelischen Friedhof von Weidenbach. 1912 wurde schließlich für die Katholiken am Ortsrand ein eigener Friedhof angelegt, 1973 erfolgte hier die letzte Bestattung. Im Jahr 1911 hatte Hennigerode 37 Einwohner.
Nach dem Zweiten Weltkrieg wurde das ehemalige hessische Dorf Henningerode durch das Wanfrieder Abkommen der sowjetischen Besatzungszone zugeschlagen und wurde damit Teil der DDR. Von 1952 bis zur Wiedervereinigung wurde Mackenrode von der Sperrung der nahen innerdeutschen Grenze beeinträchtigt. 1974 wurde Henningerode nach Mackenrode eingemeindet. Mackenrode kam 2024 zur Landgemeinde Uder.